# Poland (hrabstwo Herkimer)
Poland – wieś w Stanach Zjednoczonych, w stanie Nowy Jork, w hrabstwie Herkimer.